# Hammarbyhöjden (stacja metra)
Hammarbyhöjden – powierzchniowa stacja sztokholmskiego metra, leży w Sztokholmie, w Söderort, w dzielnicy Skarpnäck, w części Hammarbyhöjden. Na zielonej linii metra T17, leży między Skärmarbrink a Björkhagen. Dziennie korzysta z nich około 4 300 osób.
Stacja znajduje się równolegle do Finn Malmgrens Vägen. Posiada dwa wyjścia, zachodnie leży przy Finn Malmgrens Plan i Tidaholmsplan, drugie położone jest na rogu Ulricehamnsvägen i Malmövägen. 
Stację otworzono 17 kwietnia 1958 razem z odcinkiem Skärmarbrink–Hammarbyhöjden. Do 19 listopada 1958 była to stacja końcowa linii. Posiada jeden peron.

## Sztuka
- Kozioł na ścianie w hali biletowej, Tom Möller, 1958[3]

## Czas przejazdu
| Linia | Stacja    | Czas przejazdu | Stacja                                                   | Czas przejazdu                 |
| T17   | Åkeshov   | 33-34 min      | Skärmarbrink Gullmarsplan Slussen Gamla stan T-Centralen | 2 min 4 min 8 min 9 min 13 min |
| T17   | Skarpnäck | 8 min          | Skärmarbrink Gullmarsplan Slussen Gamla stan T-Centralen | 2 min 4 min 8 min 9 min 13 min |

## Otoczenie
W najbliższym otoczeniu stacji znajdują się:
- Hammarbyskolan
- Tidaholmsparken
- Hammarbyhöjdensbollplan
- Willy Brandts Park